# Білявська Віра Митрофанівна
Віра Митрофанівна Білявська (нар. 1935, село Пушкарівка, тепер Верхньодніпровського району Дніпропетровської області — ?) — українська радянська діячка, штампувальниця машинобудівного заводу міста Верхньодніпровська Дніпропетровської області. Депутат Верховної Ради СРСР 7-го скликання.

## Життєпис
Народилася в селянській родині. Закінчила середню школу.
З 1956 року — шліфувальниця, з 1960 року — штампувальниця пресового цеху машинобудівного заводу (потім — заводу папероробного устаткування) міста Верхньодніпровська Дніпропетровської області. Ударник комуністичної праці.

## Нагороди
- ордени
- медалі